# Rhomphaia

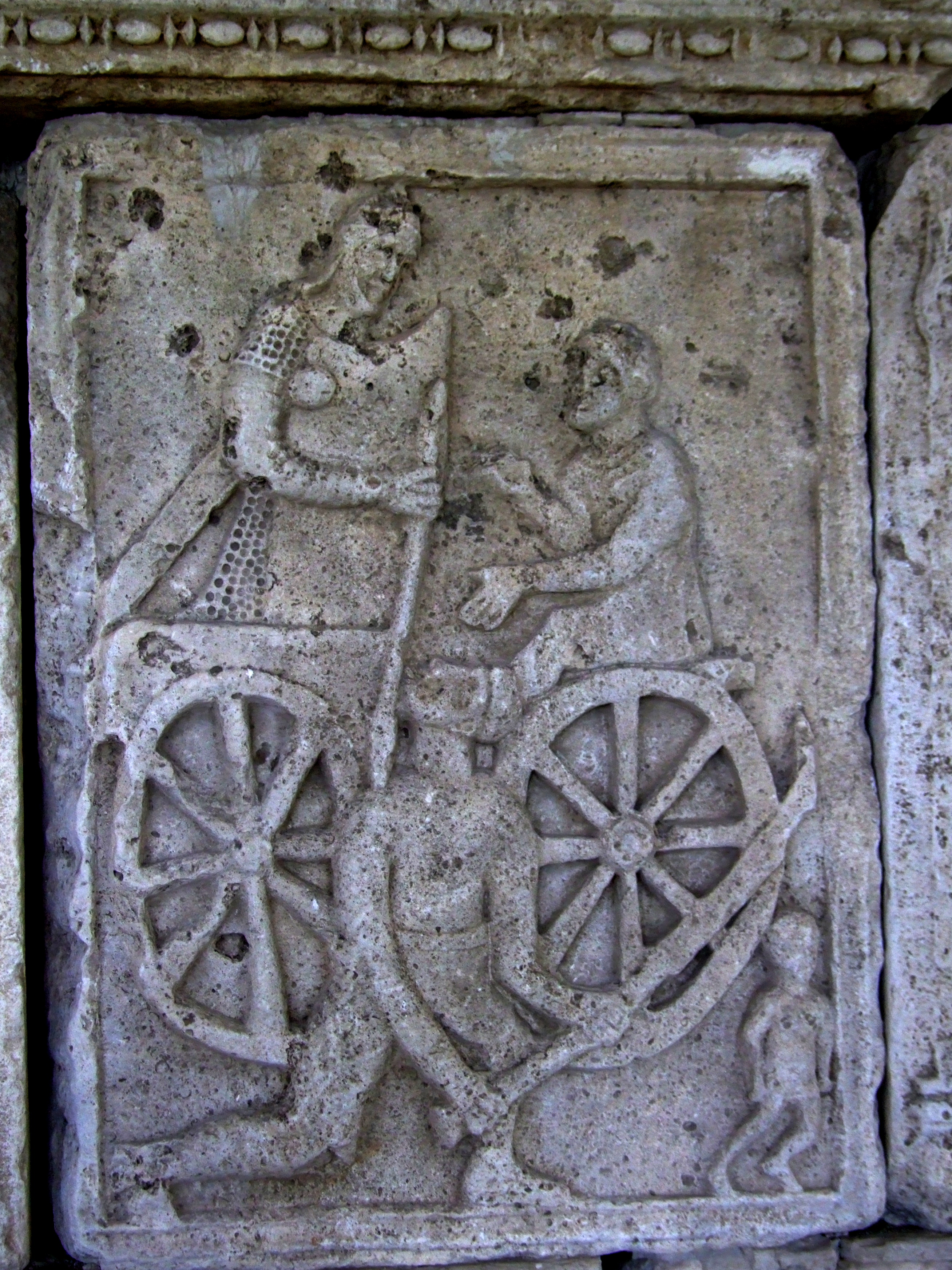
Rhomphaia prezentă pe un basorelief de la Tropaeum Traiani

Rhomphaia a fost o armă albă folosită în luptele corp la corp de traci încă din anul 400 î.Hr. Rhomphaia au fost o armă cu o lamă dreaptă sau ușor curbată atașată la un mâner, care, în cele mai multe cazuri, a fost considerabil mai scurt decât lama propriu-zisă. Deși rhomphaia a fost asemănătoare cu falxul, cele mai multe dovezi arheologice sugerează că rhomphaia au fost creată pentru a avea lame drepte sau ușor curbate, lamele fiind făcute din fier. Lungimea unei rhomphaie putea varia, dar o rhomphaie tipică ar avea o lamă de aproximativ 60-80 cm și un mâner de aproximativ 50 cm. 

## Utilizare

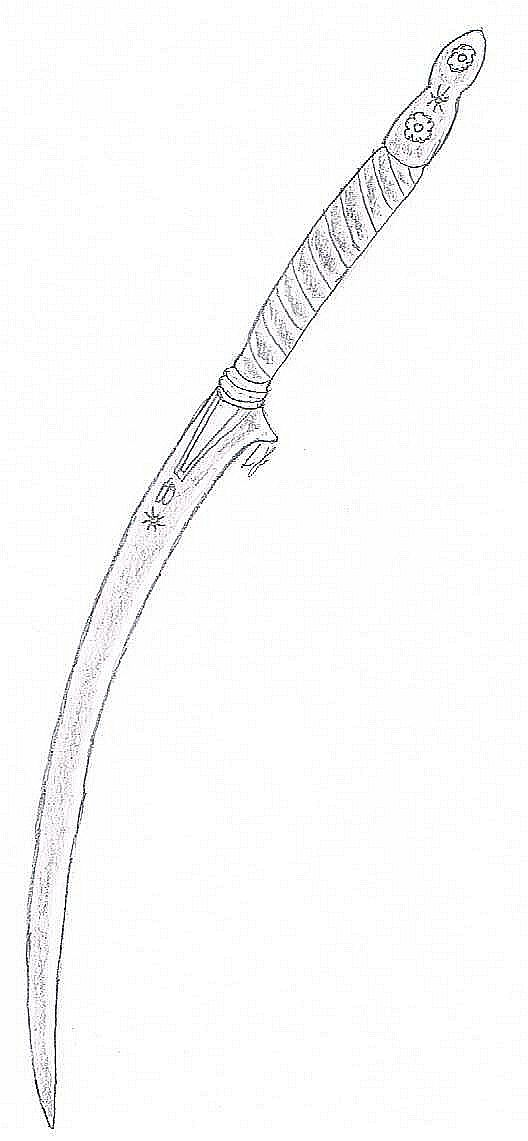
Model de rhomphaia

Folosit aproape exclusiv de traci, exemplare au fost găsite datând din 300-400 î.Hr.. Ca o armă, rhomphaia era de temut (cum ar fi Falxul), din cauza puterii de tăiere. Falxul a impus în mod indirect singura schimbare documentată în armura romană, aceștia din urmă adăugând bare suplimentare de armare pentru coifurile de protecție pentru a proteja soldații împotriva loviturilor puternice ale acestei arme.

## Diferențe față de falx
Sabia lungă rhomphaia era dreaptă sau doar ușor curbată, în timp ce lama falxului a fost semnificativ curbată. 

## In textele istorice
Rhomphaia a fost mai întâi o "suliță", mai târziu, o "sabie" (Plutarh: Viața lui Aemilius Paulus 18; Eustatie, în Iliada, versetul VI 166; Isihie; de asemenea, Luca 2:35 și Apocalipsa lui Ioan din Patmos, de mai multe ori). În limba latină, ea are formele:
rumpia (Livius, Aulus Gellius, Ascon. ad-Mil.)
romphea (Isidor din Sevilla.),
romphaea vel romfea  (CGL 7, 212).
O armă numită rhomphaia a fost, de asemenea, menționată în lucrarea Chronologia a lui Mihail Psellos, el descriind-o ca o "sabie de fier cu un singur tăiș pe care gărzile imperiale de la Constantinopol o țineau suspendată din umărul drept". Acest lucru a fost cel mai probabil o referire la Garda Varegă și la toporul manevrat cu două mâini, probabil, un topor danez.
De asemenea, este menționat în lucrarea Alexiada de Ana Comnena.